# Louis Say
 (mai 2008).
Si vous disposez d'ouvrages ou d'articles de référence ou si vous connaissez des sites web de qualité traitant du thème abordé ici, merci de compléter l'article en donnant les références utiles à sa vérifiabilité et en les liant à la section « Notes et références ».
Pour les articles homonymes, voir Say.
Pour les autres membres de la famille, voir Famille Say.
Louis Auguste Say, né le 9 mars 1774 à Lyon et mort le 6 mars 1840 à Paris, est un industriel français. Il est le frère de l'économiste Jean-Baptiste Say (1767-1832).

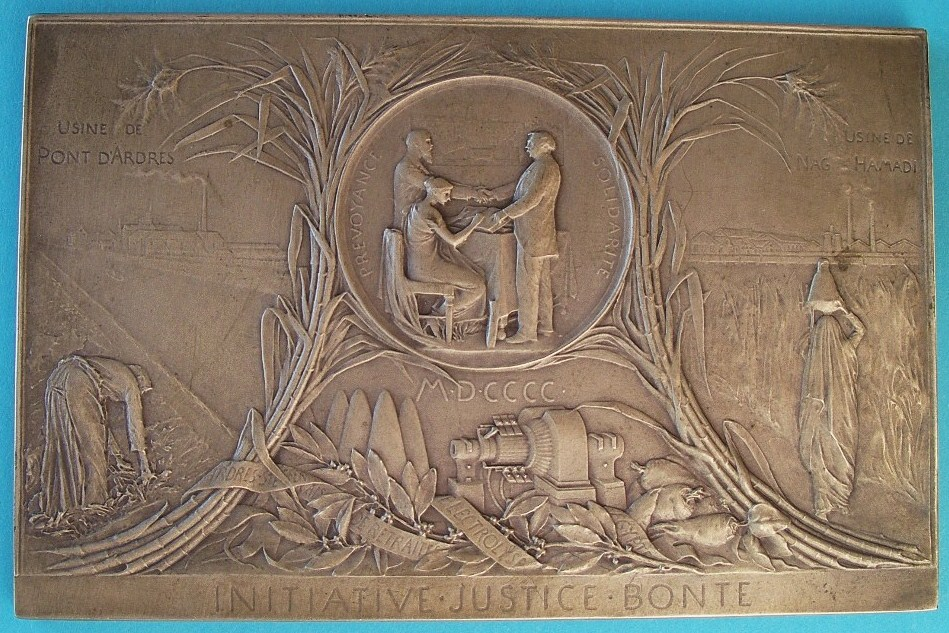
Plaquette en argent réalisée en 1901 par Oscar Roty pour la raffinerie Say.

## Biographie

### Origine familiale
La famille Say est une famille protestante, issue de l'arrondissement de Florac, en Lozère. Elle quitte la région lors de la révocation de l'édit de Nantes et se réfugie à Genève, dont elle acquiert la bourgeoisie et où naît le père de Louis Say, Jean Étienne Say, le 7 mai 1739. Ce dernier s'installe à Lyon où il devient l'employé d'un négociant, Honoré Castanet, né de parents protestants de Nîmes et dont il épousera la fille Françoise en 1765. Il pratique alors le négoce de soieries. Louis Say est le cadet de cette famille. Ses frères aînés sont Jean-Baptiste (1767-1832), Denis (1768-1769) et Jean-Honoré dit Horace (1771-1799).

### Carrière
D'abord industriel à Abbeville dans une industrie de coton, après la crise cotonnière de 1813, Louis Say se fait recommander par Benjamin Delessert auprès de son cousin Armand qui possède une raffinerie de sucre de canne à Nantes. Gérant associé, puis seul dirigeant, il crée la société « Louis Say et Cie ». Pendant le blocus continental, il comprend l'intérêt de fabriquer du sucre à partir des betteraves, suivant en cela les travaux de Chaptal). Dès la Restauration, avec la reprise du trafic maritime, il fait venir la canne à sucre des Antilles, moins chère, et son entreprise prospère. En 1832, il achète le terrain de la Raffinerie de la Jamaïque alors dans Ivry (partie rattachée à Paris en 1860 et devenue une partie du 13e arrondissement de Paris) derrière la barrière des Deux-Moulins et du village d'Austerlitz, un quadrilatère délimité par les actuelles boulevard Vincent-Auriol, rues Jeanne d'Arc, Clisson et Dunois. Deux à trois tonnes de sucre sortent quotidiennement des chaudrons de la raffinerie dès 1832, et sa réussite en fait une entreprise de taille mondiale avec l'avènement du sucre « indigène » produit de la betterave.

### Succession
C'est son troisième fils, Constant Say, qui lui succède à la tête de l'entreprise familiale, puis son petit-fils Henry Say, qui délègue en général ses pouvoirs à Ernest Cronier .
Ensemble, ils acquièrent l'usine de la Sarrebourse d'Audeville et Cie, puis s'associent en 1895 à la Sucrerie d'Ardres, Delori & Cie., puis Saint-Just-en-Chaussée en 1900, Estrées Blanche dans le Pas-de-Calais, enfin Abbeville, Coulommiers et Neuilly-Saint-Front en 1904. Mais Ernest Crosnier, après avoir spéculé sur les valeurs de la société, se suicide en 1905 et celle-ci doit se restructurer.
Après la guerre de 1914-1918 subsistent essentiellement Abbeville et Pont-d'Ardres.

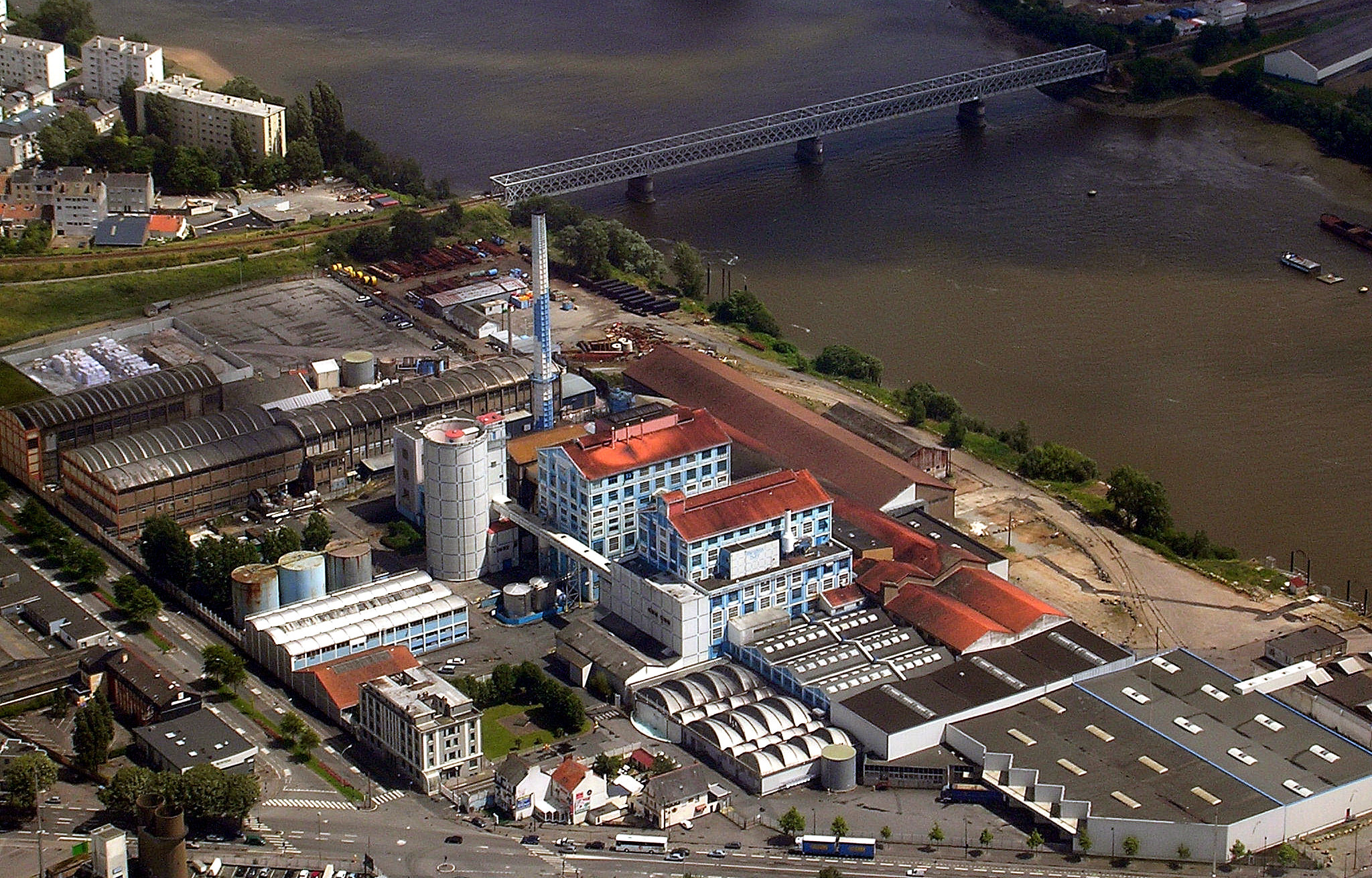
La boîte bleue.

S'y ajoute la dernière raffinerie construite par les descendants de Louis Say, ouverte à Nantes en 1934-1935. Cette usine est la dernière raffinerie de sucre de canne bâtie en France. Elle est située au cœur de la ville de Nantes, sur l'île du port autonome faisant face au centre-ville, près du quai Wilson.
La raffinerie fut repeinte en bleu et entièrement modernisée en 1991, d'où sa nouvelle appellation de « boîte bleue ». En 2008, elle employait environ 200 personnes et produisait aux alentours de 130 000 tonnes de sucre par an, soit environ 600 tonnes par jour.
La raffinerie de Nantes ferme ses portes définitivement en juillet 2009 car elle est jugée non rentable.
En 1967, la société Ferdinand Béghin prend le contrôle des sucreries Say qui fusionneront en 1973 pour devenir Béghin-Say.

### Descendance
Marié avec Constance Maressal, fille de Charles Isidore Maréchal et de Marie Opportune Homassel, il est le père de :
- Gustave Say (1811-1849), marié avec Hélène Robin
- Achille Say (1812-1858), industriel raffineur de sucre, marié avec Fanny Etienne (fille du raffineur Jean-Baptiste Etienne et de Sophie Desnoues-Derouët, et sœur du raffineur Émile Etienne)[5]
- Constant Say (1816-1871), industriel raffineur de sucre, marié avec Emilie Wey. Il est le père de Marie Say.
- Louis Octave Say (1820-1857), raffineur de sucre, marié avec Octavie Etienne (fille du raffineur Jean-Baptiste Etienne et de Sophie Desnoues-Derouët, et sœur du raffineur Émile Etienne. Elle se remarie avec Eugène Janvier de La Motte). Il est le père de l'explorateur Louis Say
- Constance Say (1830-1830)

De ses treize petits-enfants, trois petites-filles s'allièrent avec des membres de l'aristocratie française et espagnole, mais eurent des destins différents :
- Sa petite-fille aînée, Jeanne-Marie Say (17 novembre 1848 - 8 mai 1916), fille de Constant Say, épousa le 25 avril 1866, Roland de Cossé-Brissac (1843-1871), marquis de Brissac (dont elle eut 2 enfants), puis, veuve à 22 ans, le vicomte Christian de Trédern, dont elle eut trois enfants et divorça. Son premier beau-père lui ayant donné le château de Brissac (Maine-et-Loire), elle revint y vivre et y créa un théâtre particulier qui fut inauguré le 21 septembre 1890 et restauré vers 1983 [6]). Actionnaire majoritaire de la raffinerie familiale mais ne parvenant pas à obtenir des comptes de son directeur général, Ernest Crosnier, elle céda discrètement toutes ses participations deux ans avant sa faillite frauduleuse en 1905, et préserva ainsi sa fortune et ses biens, dont sa résidence angevine de l'Isle-Briand et son hôtel parisien du 14, place Vendôme, reçu de son père, que ses héritiers vendirent en 1918 à la banque Morgan. Parmi les mots de cette forte personnalité, on cite sa répartie à Charles de Morny, demi-frère de Napoléon III, qui venait de tuer un homme en duel et, voyant des gouttes de confiture sur sa robe, lui dit :

« Madame, le sucre tache [claire allusion à la mésalliance commise par son époux] - Moins que le sang, Monsieur. »

- sa cadette, Baptistine Say (25 novembre 1855 - 15 mars 1916), fille d'Achille-Hippolyte Say, cousine de Jeanne-Marie et Marie Say, épousa le 8 janvier 1877 à Nantes, Henri Louis Marie Dieudonné, comte de Ghaisne de Bourmont, petit-fils du maréchal de Bourmont.

- sa benjamine, Marie-Charlotte-Constance Say (1857 - 1943), fille de Constant Say, qui acquit à 17 ans le 17 mars 1875, pour 1 706 500 francs-or payés paraît-il sur ses économies de jeune fille, le château et le domaine de Chaumont (Loir-et-Cher)[8], et épousa le 8 juin suivant le prince Henri-Amédée de Broglie (1849-1917). Le couple y mena pendant 40 ans un train de vie d'un luxe inouï, sans entamer pour autant le capital de cette immense fortune. Veuve depuis 1917 et âgée de 73 ans, le 9 septembre 1930, elle se remaria avec le prince Louis-Ferdinand d'Orléans (1888-1945), Infant d'Espagne, qui dilapida son patrimoine, amoindri dès 1905 par le « krach Crosnier », ce qui la contraignit à vendre son hôtel parisien de la rue de Solférino et, en 1938, son domaine de Chaumont à l'État pour 1 800 000 francs ; celle qui fut une des femmes les plus riches de France mourut ruinée à 86 ans dans un appartement de la rue de Grenelle à Paris.